# Кемп-Девід

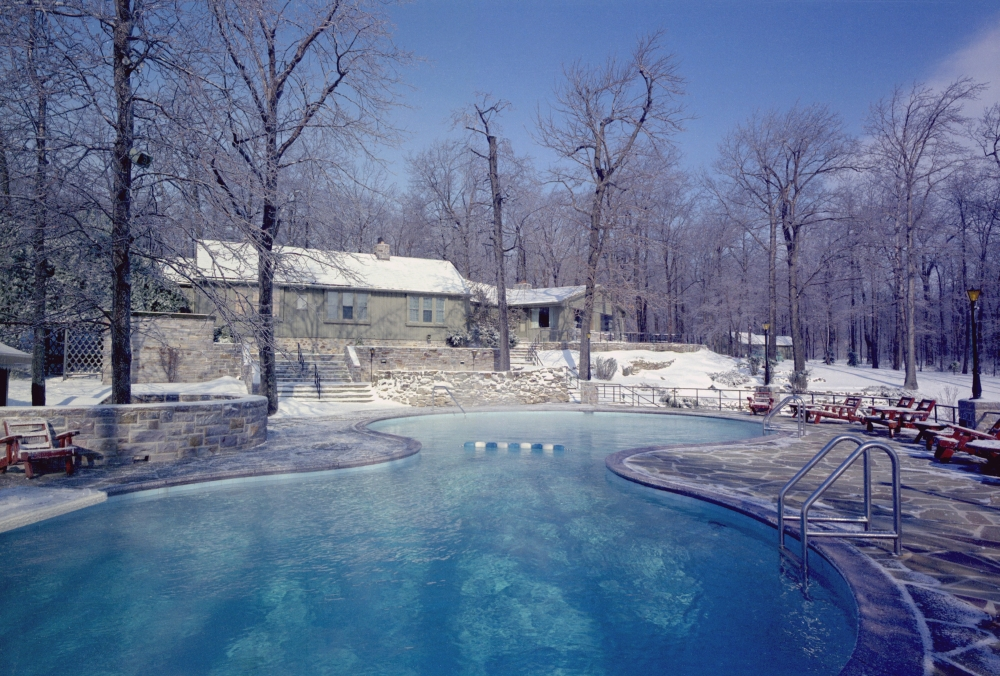
Вигляд головного будиночка за часів президентства Ніксона, 9 лютого 1971 року

Кемп-Девід (англ. Camp David) — заміська резиденція для президента США і його гостей. Розташована на малолісних пагорбах на висоті приблизно 560 м над рівнем моря за 100 км на північний захід від Вашингтону в гірському парку Кетоктін (англ. Catoctin Mountain Park) у невключеній території округу Фредерік штату Меріленд неподалік містечка Термонт.
Офіційна назва Об'єкт підтримки флоту Термонт (англ. Naval Support Facility Thurmont), технічно військовий об'єкт — персонал комплектується зі службовців флоту і морської піхоти.
Кемп-Девід закритий для відвідувачів і охороняється як військовий об'єкт. Гірський парк Кетоктін не вказує розташування Кемп-Девіду на офіційних картах парку для дотримання конфіденційності і безпеки.

## Історія
Кемп-Девід початково будувало управління громадських робіт (англ. Works Progress Administration) під назвою Гай-Кетоктін (англ. Hi-Catoctin, Високий Кетоктін) як дачу для працівників федерального уряду і їхніх родин. Будівництво почалось 1935 року, відкриття відбулось 1938 року. 1942 року президент Франклін Делано Рузвельт перетворив її на президентську резиденцію і перейменував у «Шангрі-Ла» (вигаданий рай у Гімалаях). Нинішню назву резиденції дав Дуайт Ейзенхауер на честь своїх батька і онука, обох звали Девід.

## Галерея

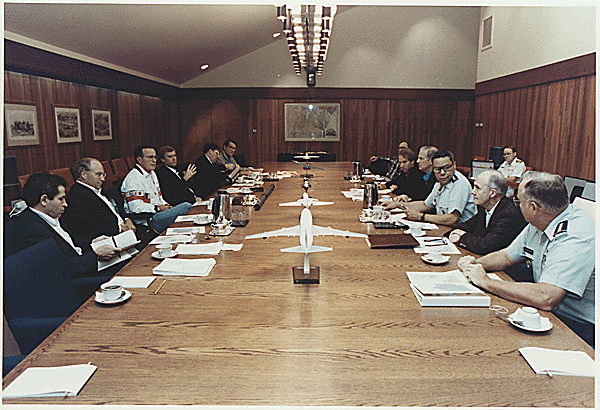
Джордж Буш-старший  зустрічається зі своїми радниками з питань національної безпеки в конференц-залі Лорел Лодж у 4 серпня 1990 року.
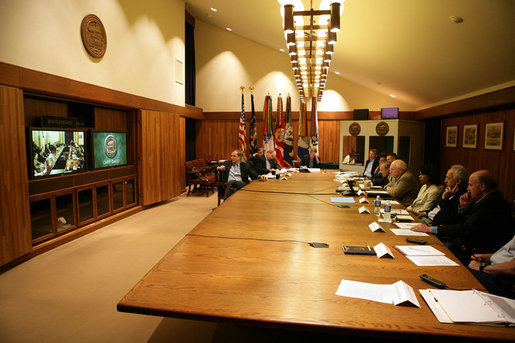
From Camp David, Vice President Дік Чейні and members of the Interagency Team on Iraq participate in a video teleconference з Президентом Джорджем Бушем у Багдаді, Ірак.
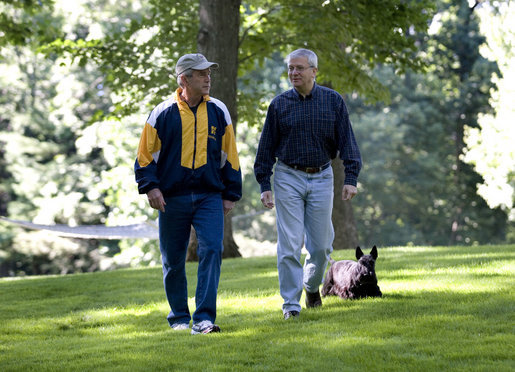
Президент Джорд Буш і Голова адміністрації Президента США Джошуа Болтен ідуть разом з собакою Президента Барні в Кемп-Девіді, 21 липня 2007 року.
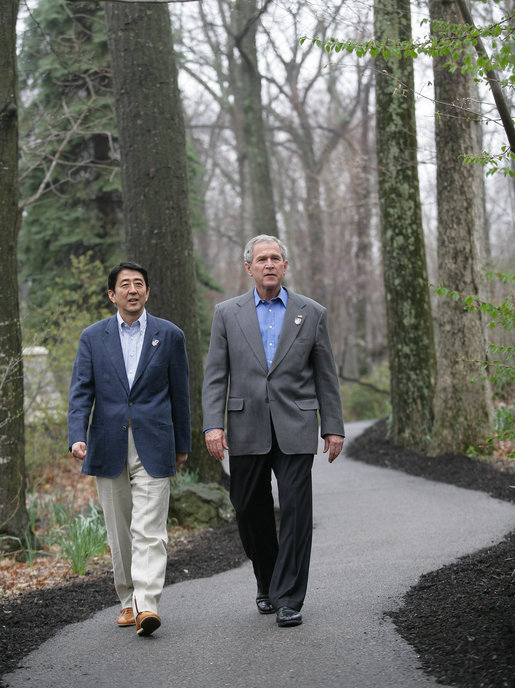
Абе Сіндзо та Джордж Буш в Кемп-Девіді в 2007 році.
Річард і Пет Ніксон гуляють з собаками у Кемп-Девід.
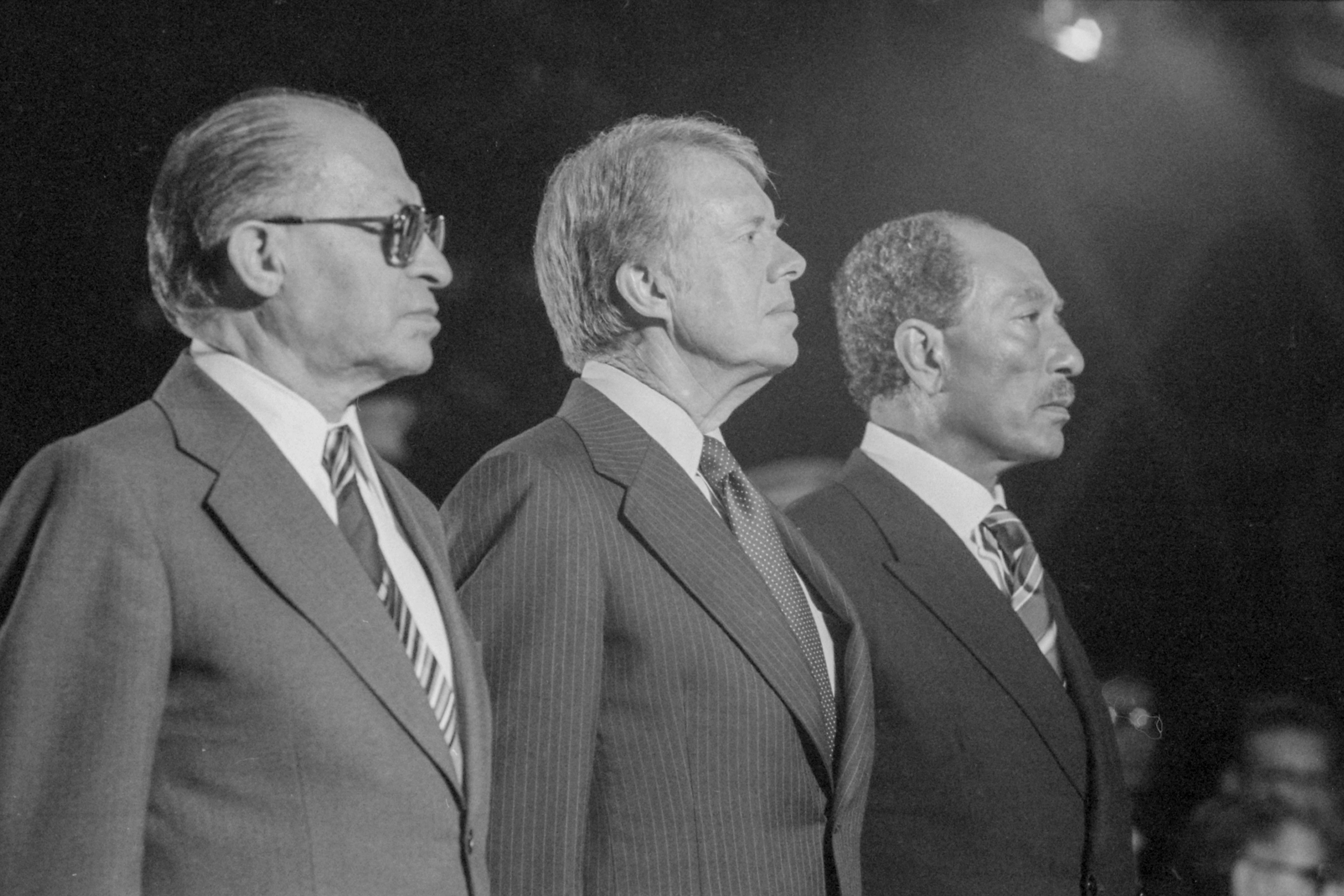
Менахем Бегін, Джиммі Картер та Анвар Садат у Кемп-Девіді, 7 вересня, 1978.
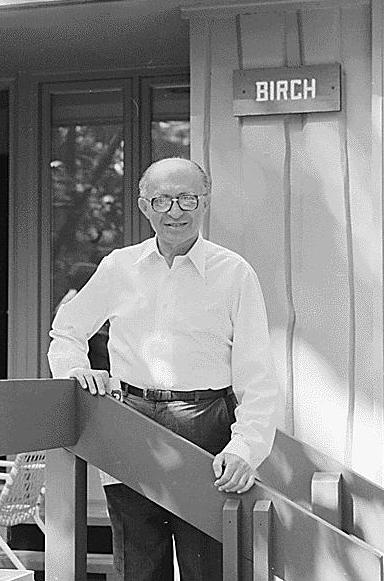
Менахем Бегін позує у Кемп-Девіді, 1978.
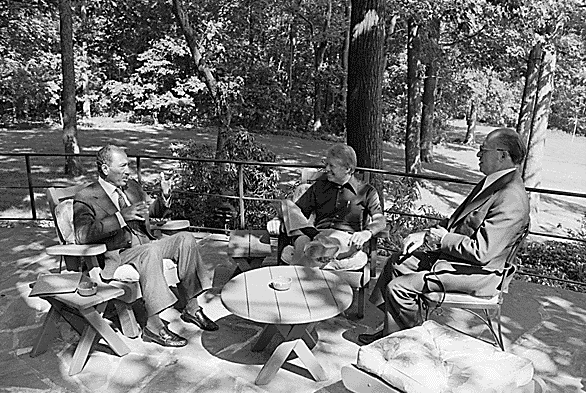
Анвар Садат, Джиммі Картер та Менахем Бегін зустрічаються на веранді Aspen Lodge у Кемп-Девіді 6 вересня 1978.
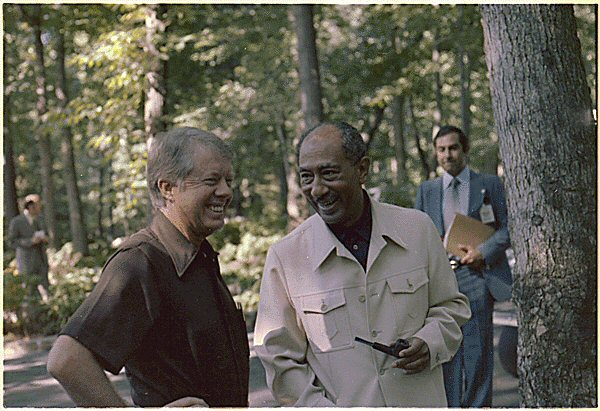
Президент Єгипту Анвар Садат та Джиммі Картер зустрічаються на початку Самміту у Кемп-Девіді, 1978.
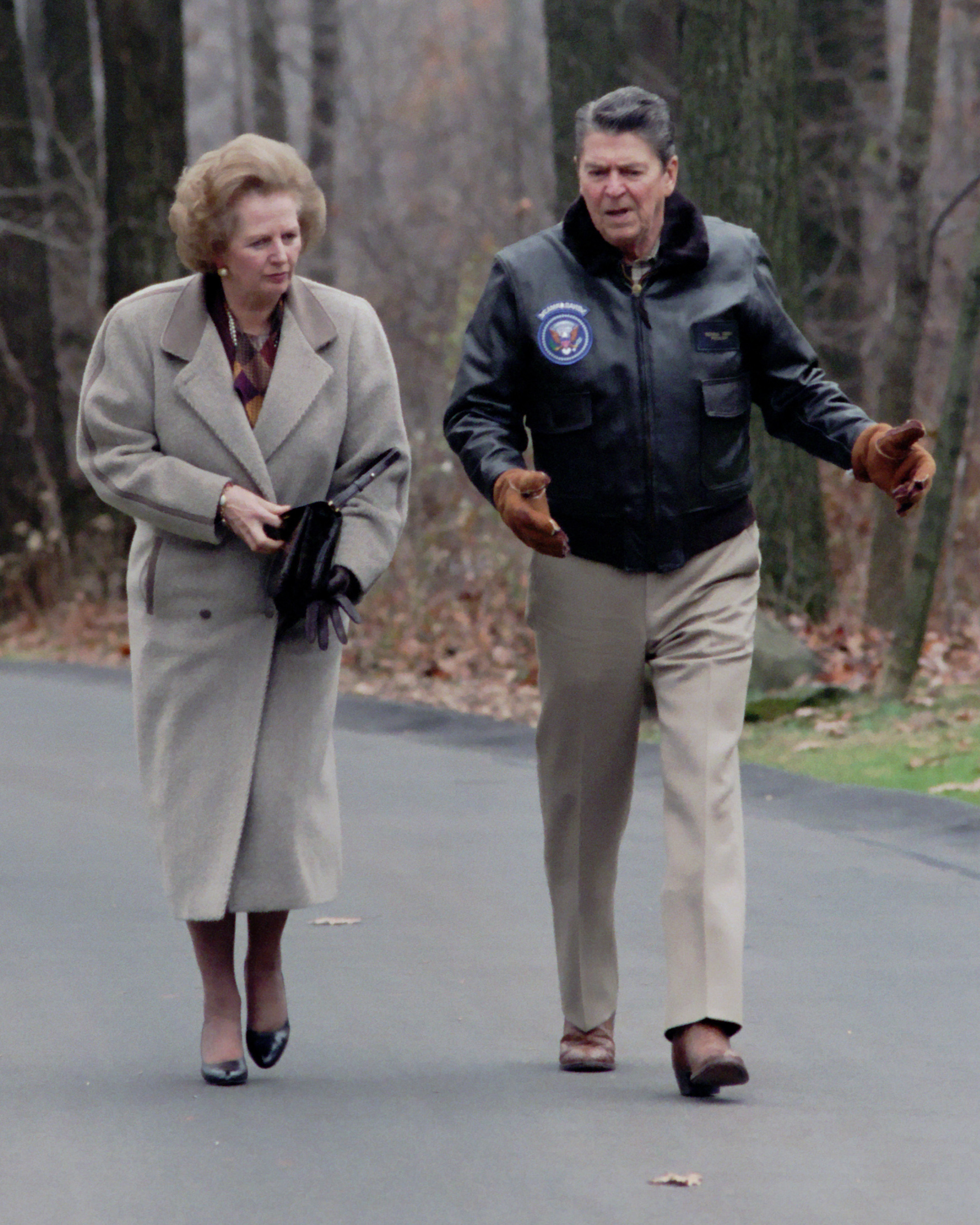
British Prime Minister Margaret Thatcher and President Ronald Reagan walk at Camp David в 1986.
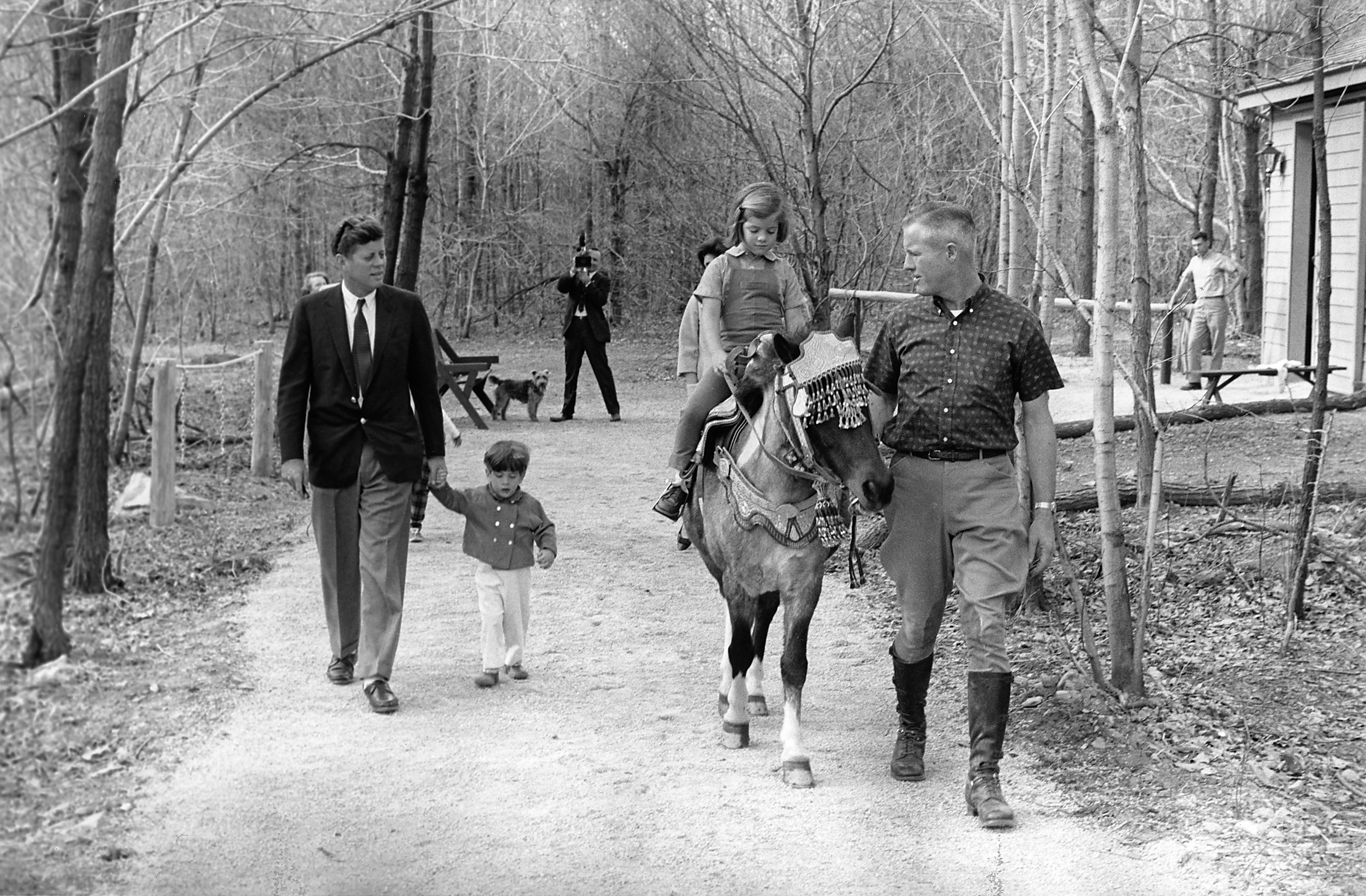
Джон Фіцджеральд Кеннеді, Джон Фіцджеральд Кеннеді-молодший, та Керолайн Кеннеді (верхом на 'Tex')
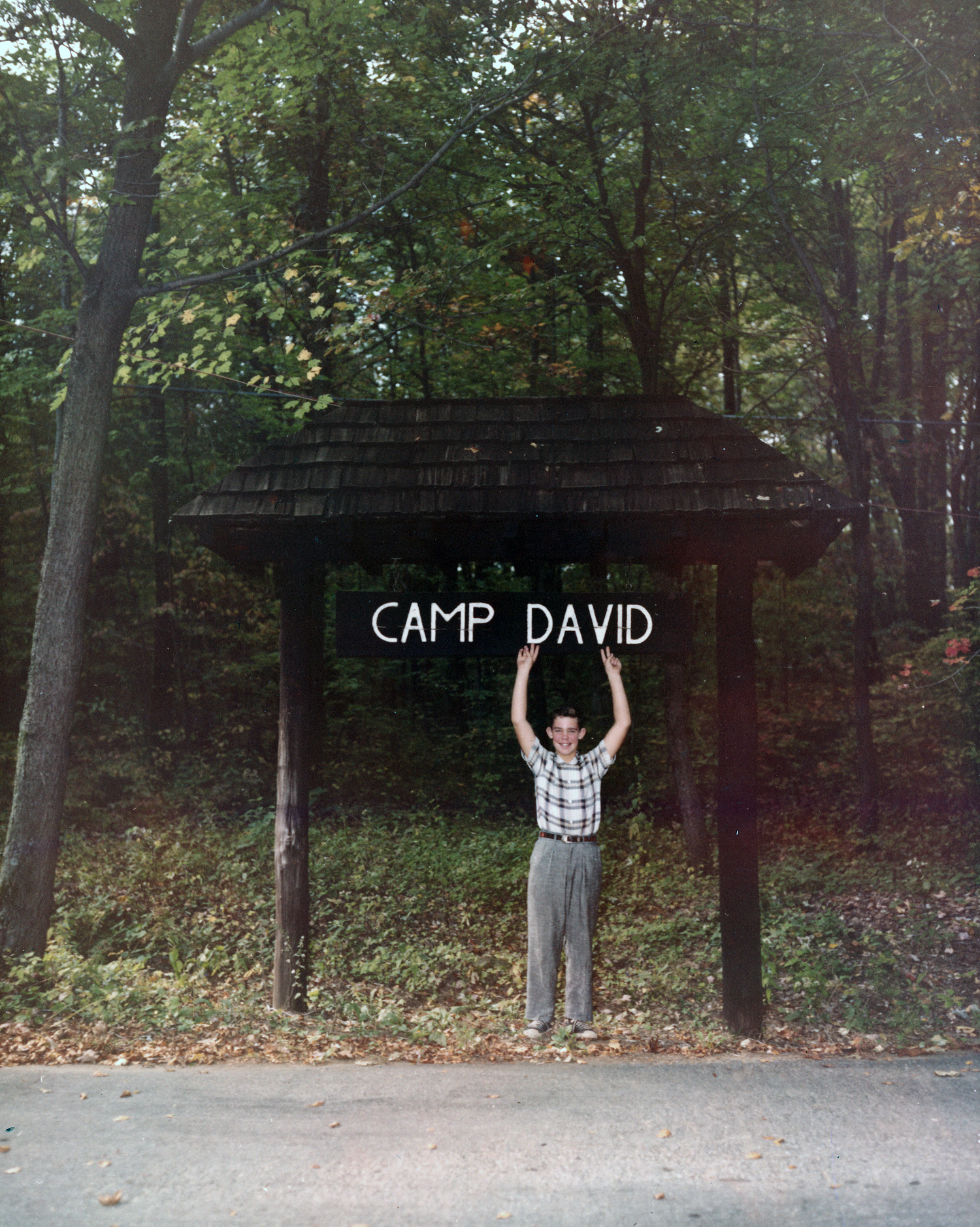
David Eisenhower (age 12), grandson of President Dwight D. Eisenhower, poses with sign at presidential retreat named in his honor, 1960
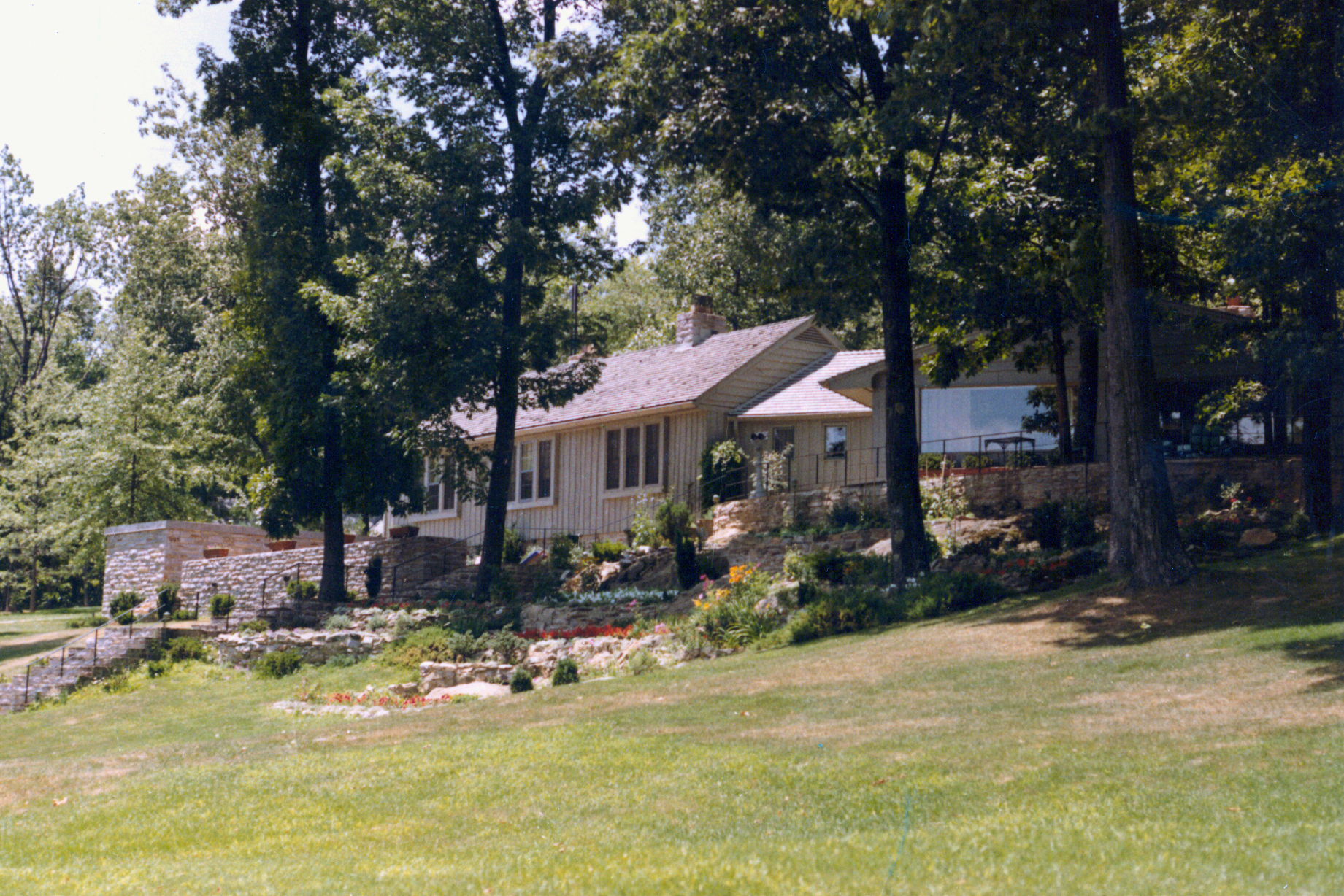
Main Lodge during Eisenhower administration, 1959
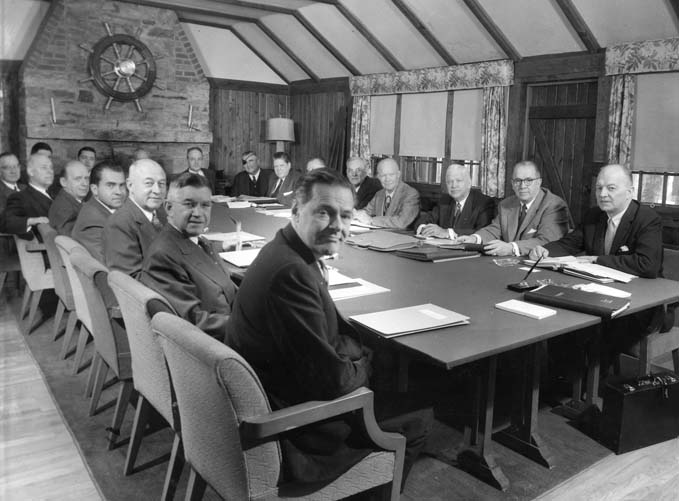
President Dwight D. Eisenhower meets with his National Security Council at Laurel Lodge, 1955
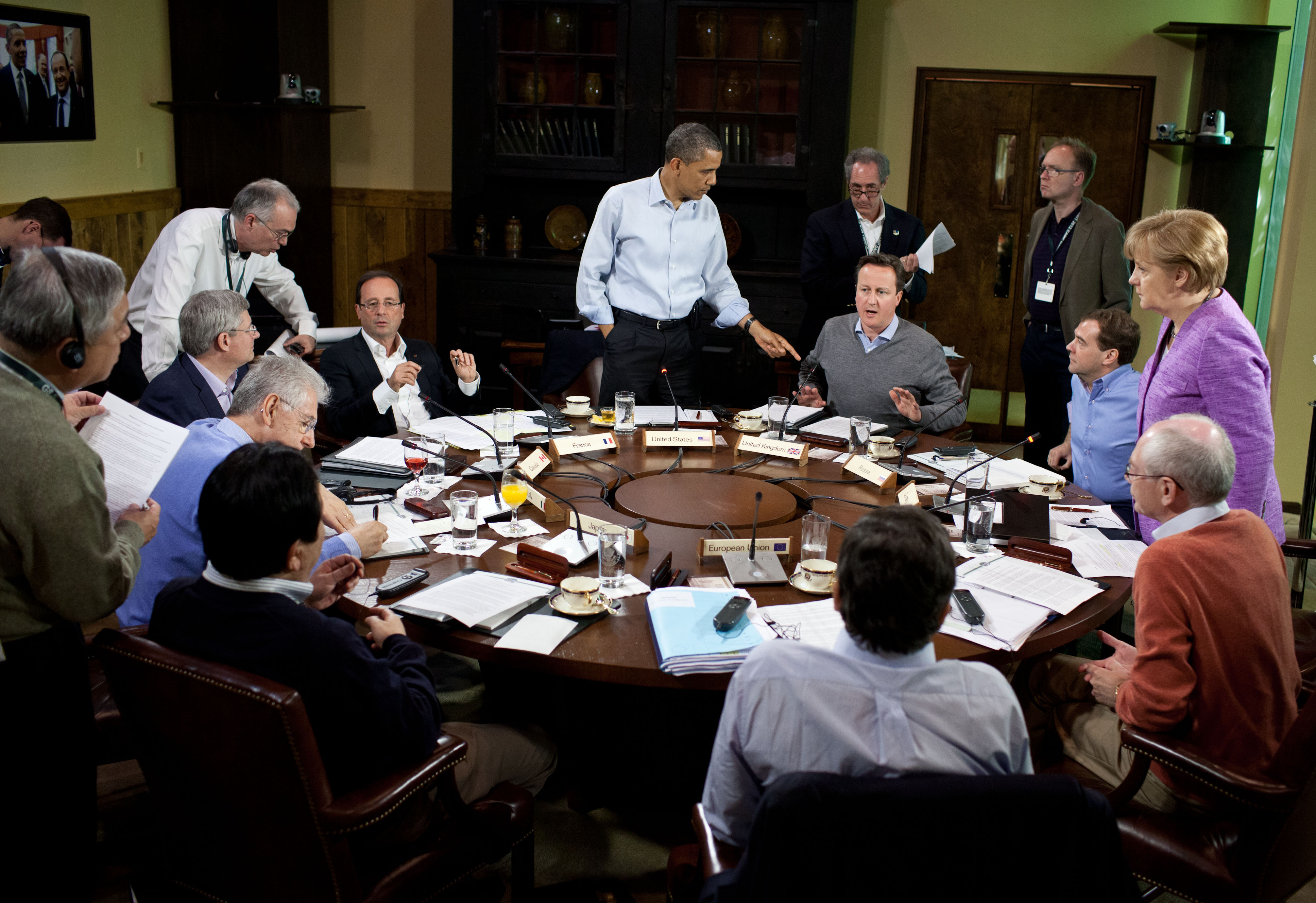
Світові лідери на 2012 G8 Summit. (За годинниковою стрілкою) Барак Обама (стоїть), Девід Камерон, Дмитро Медведев, Ангела Меркель, Герман ван Ромпей, Жозе Мануел Баррозу, Нода Йосіхіко, Маріо Монті, Стівен Гарпер та Франсуа Олланд.